# Distrito de Checca
El distrito de Checca (quechua cuzqueño: Ch’iqa) es uno de los ocho distritos de la provincia de Canas, ubicada en el departamento de Cuzco, bajo la administración del gobierno regional de Cuzco, Perú.

## Historia
El distrito fue creado mediante Ley del 29 de agosto de 1834, en el gobierno de Luis José de Orbegoso y Moncada.

## Geografía
Ubicada en una zona frígida, las temperaturas medias oscilan entre 8.6 °C. y 7.2 °C.

## Capital
La capital del distrito es el poblado de Checca. La temporada más propicia para la visita de turismo es de abril a octubre.

## Autoridades municipales

### 2023-2026
- Alcalde: Óscar Tinta Ayma

Óscar Tinta es natural de la comunidad de Ccollana del distrito de Checca, Canas, hijo de padres campesinos y actualmente alcalde del distrito de Checca.

### 2019-2022
- Alcalde: José Carlos Chaiña Carpio, del Movimiento Regional Acuerdo Popular Unificado.

### 2015-2018
- Alcalde: Juan Vidal Deza Deza, del Movimiento Regional Tawantinsuyo.

### 2011-2014
- Alcalde: Emilio Chino Phuturi, del Partido Restauración Nacional (RN).

- Regidores: Alfredo Javier Ccolque (RN), Ricardo Allpacca Roque (RN), Juan Luis Quispe Huaicho (RN), Eloena Huillca Chino (RN), Marcelino Quispe Cjuno (Movimiento Etnocacerista Regional).

### 2007-2010
- Alcalde: Pablo César Chaiña Carpio, del PP.UPP.

### Religiosas
De 2002 a 2009: P. Juan Marcos Vigroux (Francia).
De 2009 a 2011: P. Pablo Prendergast Lyons (Nueva Zelanda).
En 2011: P. Alain Rado Choquevilca (Perú).
Desde 2017 al presente: P. José Ruys (Australia).

## Festividades
- Agosto: Virgen Asunta.
- Septiembre: Virgen de la Natividad.